# شمس الدين حراق
شمس الدين حراق (مواليد 10 أغسطس 1992) هو لاعب كرة قدم جزائري.

## روابط خارجية
شمس الدين حراق على موقع قاعدة بيانات كرة القدم.إي يو (الإنجليزية)